# معركة بارنيت
معركة بارنيت (بالإنجليزية: Battle of Barnet)‏ كانت من المعارك الحاسمة في حرب الوردتين والتي أنتصر فيها إدوارد الرابع ومقتل قائد جيش اللانكاستريين ريتشارد نيفيل، إيرل وارويك السادس عشر في أثناء المعركة في 14 أبريل من عام 1471م. وقعت هذه المعركة في زمن العصور الوسطى لإنجلترا من القرن الخامس عشر والتي أتت متلاحقة مع معركة توكسبوري من أجل ضمان العرش لإدوارد الرابع.